# Jindřich z Kalden
Jindřich z Kalden (před 1175 – po 1214) byl říšský ministeriál, maršálek, účastník třetí křížové výpravy a mstitel vraždy římského krále Filipa Švábského.

## Život
Poprvé je doložen ve funkci říšského maršálka roku 1191 v době vlády císaře Jindřicha VI. Roku 1197 se společně s Markwardem z Annweileru zúčastnil na Sicílii potírání normanského spiknutí proti císaři. Jindřich VI. tehdy s pomocí čerstvě dorazivších babenberských posil vyvrátil i poslední útočiště vzbouřenců na hradě Castrogiovanni.
| „         | Nebylo žádného útočiště pro obyvatelé té země, kromě jediného hradu San Giovanni, který byl mezi pevnostmi onoho kraje nejpevnější a nejlépe opevněný přirozenou polohou... | “ |
| — Ansbert | |   |

Poté následoval na svou dobu nečekaně krutý soudní proces. Zajatci byli upáleni, zaživa rozřezáni pilou nebo nabodnuti na kůl. Jejich vůdci byla na hlavu připevněna rozžhavená železná koruna. Zastrašení Normanů bylo díky tomuto krutému divadlu úspěšné.
Poté se císař chtěl vypravit na křížovou výpravu do Svaté země a svého maršálka, který byl i členem poselstva do Konstantinopole, společně s hildesheimským biskupem Konrádem pověřil vedením kruciáty. Pro odpor některých účastníků, kteří odmítali maršálkovo vedení, byl pán z Kalden zbaven funkce velitele a na jeho místo byl dosazen brabantský vévoda Jindřich. Odvolaného Jindřicha stačil císař ještě před svou smrtí za věrné služby odměnit a maršálek nadále věnoval své služby štaufskému rodu. Po Jindřichově smrti (†1197) zůstal ve službě u jeho nástupce Filipa Švábského. Roku 1205 se při obléhání Kolína utkal v souboji s Otou Brunšvickým a podařilo se mu Otu zranit. V létě 1206 se proslavil velením Filipova vojska, které donutilo ke zmatenému ústupu Otovy vojáky. Filip Švábský byl roku 1208 zavražděn Otou z Wittelsbachu.
Královraždu pomstil právě Jindřich z Kalden, který vraha našel ukrytého ve stodole ve vsi Oberndorf. V březnu 1209 byl Ota zabit, hlava byla vhozena do Dunaje a tělo zůstalo nepohřbeno. Koncem léta 1208 přešel pán z Kalden na stranu Oty Brunšvického. Roku 1212 se na Otově straně zúčastnil obléhání Weissensee Heřmana Durynského a po korunovaci Fridricha II. se opět vrátil na stranu Štaufů.